# كأس بطولة الولايات المتحدة المفتوحة 2002
كأس بطولة الولايات المتحدة المفتوحة 2002 (بالإنجليزية: 2002 U.S. Open Cup)‏ هو موسم من كأس بطولة الولايات المتحدة المفتوحة. أشرف على تنظيمه اتحاد الولايات المتحدة لكرة القدم، وكان عدد الأندية المشاركة فيه 32، وفاز فيه كولومبوس كرو.